# Гайдуков Олександр Якович
Відомий шосткинський співак, заслужений працівник культури України (1985 р.).

## Біографія
Олександр Якович Гайдуков народився 18 травня 1946 р. в м. Шостка. Батько Яків Іванович працював на заводі «Зірка», мати Марія Іванівна — на кінофабриці № 3 (надалі ВО «Свема»).
У родині Гайдукова до музики було особливе ставлення. Любов до музики торнулася усіх: батьки і сестра Люба співали, брат Валентин грав на домрі. Тоді вечорами слухали радіо, це була, мабуть, єдина можливість доторкнутися до великого виконавського мистецтва. Олександр захоплювався музикою, на льоту схоплював мелодії, запам'ятовував кожну нотку. Жоден шкільний концерт не обходився без його участі.
Після закінчення школи № 2, подав документи до шосткинського хіміко-технологічного технікуму. Але, престижний на той час навчальний заклад, він не закінчив та механіком не став. На четвертому курсі, коли до кінця навчання залишалося всього півроку, кидає технікум та вирішує різко змінити свою долю. Олександр їде до Дніпропетровська і вступає до музичного училища на відділення вокалу. Після його закінчення, в 1970 році, повертається в Шостку. З 1986 р. Олександр Гайдуков — художній керівник БК ім. Жданова (нині ЦЕВ «Юність»), а з 1997 р. — директор творчого закладу. З 2002 р. Олександр Якович викладав сольний спів у дитячій школі мистецтв.
Можна впевнено сказати, що на сцені пройшло все його творче життя. За роки діяльності Олександр виступав на сценах: Києва, Харкова, Чернігова, Полтави, Сум. Олександр Якович ніколи не боявся пробувати себе в різних пісенних жанрах: вокальна класика, ліричні та народні пісні. Всього у репертуарі співака понад 100 сольних номерів, 6 сольних програм.
У вільний час любив порибалити. Захоплювався грою в шахи.
Син Олександра Яковича, Олександр Гайдуков-молодший, закінчив музичну академію в Києві. Викладав в Канаді, Монреалі.
11 травня 2011 року, за тиждень до свого 65-річного ювілею, Олександр Гайдуков відійшов у вічність.